# Титаренко Валентина Петрівна
Валенти́на Петрі́вна Титаре́нко (Сорока) (нар. 26 листопада 1948 року, Великі Сорочинці) — педагог, доктор педагогічних наук (2010), професор (2011) кафедри теорії і методики технологічної освіти Полтавського національного педагогічного університету ім. В. Г. Короленка.

## Біографічні дані
Народилася 26 листопада 1948 року у Великих Сорочинцях. Закінчила Великосорочинську середню школу із золотою медаллю.
У 1971 році закінчила Полтавський педагогічний інститут, де відтоді й працює: з 1999 по 2014 — завідувач кафедри методики трудового навчання і основ виробництва, водночас з 2004 — декан факультету технологій та дизайну.

## Науково-освітня робота
Наукові дослідження: теорія та методика формування естетичної культури майбутнього вчителя технологій у процесі особистісно-орієнтованої професійної підготовки.
Авторка і співавторка понад 450 наукових і навчально-методичних праць, серед яких монографії, підручники, навчальні посібники тощо.
Член редколегії журналу «Трудова підготовка в сучасній школі» і наукового видання «Звід пам'яток історії та культури України», член редакційної колегії серії «Бібліотека дизайнера», член науково-методичної комісії з трудового навчання Міністерства освіти і науки України; організаторка і активна учасниця багатьох регіональних, всеукраїнських і міжнародних науково-практичних конференцій з технологічної освіти.
Була однією з перших ініціаторів проведення в Україні комплексних досліджень та експериментів у галузі декоративно-прикладної творчості, а також методології науково-педагогічних досліджень. Визнаною стала ідея вченої про нові концептуальні підходи залучення студентської молоді до науково-дослідницької діяльності. Її розв'язання відображене у навчальних дисциплінах та відповідних методичних посібниках з основ наукових досліджень для педагогічних ЗВО авторства вченої.
Ініціаторка та організаторка створення музею народних промислів, який функціонує понад 30 років, у ньому відображені традиції українських народних промислів, особливо висвітлена українська народна вишивка. У травні 2004 року вчена вперше в Україні ініціювала створення музею українського рушникарства. Вона зі студентами збирала узори старовинних українських рушників, сорочок, замальовувала орнаменти, відтворювала їх у нових художньо-естетичних виробах, у музеї представлені унікальні за виконавчою майстерністю зразки стародавніх і сучасних рушників, сорочок, скатертин.

### Основні праці
За ЕСУ:
- Українська народна вишивка у творах полтавських майстринь. — П., 2008;
- Естетична культура сучасної молоді: українські народні промисли. — П., 2011;
- Народні промисли України. — П., 2011;
- Вишивальне мистецтво Полтавщини: навч. посіб. — П., 2015;
- Сервіс GOOGLE CLASSROOM як інноваційна технологія підготовки майбутніх учителів трудового навчання // Вища школа. — 2019. — № 6;
- Метод проєктів: історичний аспект і сьогодення // Project approach in the didactic process of universities — international dimension. — Part 2. — Lodz, 2020 (співавтор)[2].

## Нагороди та відзнаки
- Нагрудний знак «Відмінник освіти України» (2000);
- Почесна грамота Міністерства освіти і науки України (2004);
- Дипломом лауреата премії імені Панаса Мирного в номінації «Народна творчість» (2005);
- Дипломом лауреата премії імені В. Г. Короленка (2006);
- Нагрудний знак «Василь Сухомлинський» (2008);
- Почесна грамота Академії педагогічних наук України (2009);
- Почесна грамота Президії Українського фонду культури — «за активну творчу, громадську та благодійну діяльність на ниві відродження і розвитку національної культури» (2014);
- Почесна грамота Інституту педагогічної освіти і освіти дорослих НАПНУ (2014);
- Почесна грамота Національної академії педагогічних наук України (2014);
- Лауреат щорічної міської премії імені Миколи Ярошенка (2016);
- Лауреат премії імені академіка Д. О. Тхоржевського (2017)[4].

## Джерело та література
- І. В. Савенко. Титаренко Валентина Петрівна // Енциклопедія сучасної України / ред. кол.: І. М. Дзюба [та ін.] ; НАН України, НТШ. — К. : Інститут енциклопедичних досліджень НАН України, 2001–2025. — ISBN 966-02-2074-X.
- Титаренко (Сорока) Валентина Петрівна // Випускники природничого факультету Полтавського національного педагогічного університету імені В. Г. Короленка — науковці України. До 100-річчя природничого факультету / В. В. Буйдін, Г. Ф. Джурка, Н. І. Шиян, М. В. Гриньова, В. М. Закалюжний, С. П. Яланська / за ред. Н. І. Шиян. — Полтава: Сімон, 2019. — 243 с. — С. 199—200. — ISBN 978-966-2989-97-7.

- Деміденко Т. Гармонія як життєвий вимір: Валентина Титаренко // Рідний край. — 2011. — № 2;
- Валентина Петрівна Титаренко: біобібліогр. покажч. — П., 2014.